# Geostorm: Pericol Global
Geostorm: Pericol Global (titlu original: Geostorm) este un film american cu dezastre SF thriller de acțiune din 2017 co-scris și regizat de Dean Devlin (debut regizoral). Rolurile principale au fost interpretate de actorii Gerard Butler, Jim Sturgess, Abbie Cornish, Alexandra Maria Lara, Richard Schiff, Robert Sheehan, Daniel Wu, Eugenio Derbez, Ed Harris și Andy García. Este produs și distribuit de Warner Bros. Pictures.
Filmul prezintă un proiectant de sateliți care încearcă să salveze lumea de o furtună de catastrofe epice cauzată de funcționarea defectuoasă a retelei de sateliți pentru controlul climatic.

## Distribuție
- Gerard Butler - Jake Lawson, tatăl Hannah-ei
- Jim Sturgess - Max Lawson, fratele mai tânăr al lui Jake and și unchiul Hannah-ei
- Abbie Cornish - Agent U.S. Secret Service Sarah Wilson, interesul romantic al lui Max [14]
- Ed Harris - U.S. Secretary of State Leonard Dekkom[14]
- Andy García - Președintele Statelor Unite Andrew Palma[14]
- Richard Schiff - Senatorul Cross
- Alexandra Maria Lara - Ute Fassbinder, comandant al unei statii spațiale și interes romantic al lui Jake
- Robert Sheehan - Duncan, un member al echipajului unei stații spațiale
- Daniel Wu - Cheng, supervizorul cu baza Hong Kong pentru Dutch Boy Program
- Eugenio Derbez - Hernandez, un member al echipajului unei stații spațiale
- Zazie Beetz
- Adepero Oduye - Adisa
- Amr Waked - Dussette
- Talitha Bateman - Hannah Lawson, fiica lui Jake și nepoata lui Max
- Billy Slaughter - Karl Dright
- Tom Choi  - reprezentantul chinez Lee

## Producție
Pre-producția începea la 7 iulie 2014.
Filmările principale începeau la 20 octombrie 2014 în New Orleans, Louisiana.  